# Адолф Аврил
Адолф Аврил (фр. Adolphe d'Avril; Париз, 17. август 1822 — Montreuil-sur-Epte, 27. октобар 1904) је био француски правник, дипломата и писац.
Барон Аврил био је генерални конзул Француске у Букурешту, као и опуномоћени министар у Чилеу.
Сматран је једног од најискренијих пријатеља Словенства, међу Французима. Бавио се односима, језиком и књижевношћу Словена. Дописни је члан од Српског ученог друштва од 25. јануара 1870. године, а од 15. новембра 1892. године је почасни члан Српске краљевске академије